# Cyathea microlepidota
Cyathea microlepidota är en ormbunkeart som beskrevs av Edwin Bingham Copeland. Cyathea microlepidota ingår i släktet Cyathea och familjen Cyatheaceae. Inga underarter finns listade.